# The American Scene
The American Scene é um livro de literatura de viagem escrito por Henry James sobre sua viagem aos Estados Unidos entre 1904 e 1905 Dez dos quatorze capítulos do livro foram publicados na North American Review, na Harper's Magazine e na Fortnightly Review entre 1905 e 1906. A primeira publicação em livro ocorreu em 1907, e houve mudanças significativas entre as versões americana e inglesa do livro.
Sem dúvida este é o livro mais controverso e discutido pela crítca dentre os livros de viagem de James. The American Scene ataca agudamente o que James via como o materialismo incontrolável e estrutura social esgarçada dos Estados Unidos da virada do século XIX para o XX. O livro gerou controvérsia por tratar dos vários grupos étnicos e questões políticas. Ainda é relevante para assuntos atuais como política de imigração, proteção ambiental, crescimento econômico e tensões raciais.